# Tự sự
Tự sự hay kể chuyện là bất kỳ sự tường thuật nào để kết nối các sự kiện, trình bày cho người đọc hoặc người nghe bằng một chuỗi câu viết hoặc nói, hoặc một chuỗi hình ảnh.
Nếu tác phẩm trữ tình phản ánh hiện thực trong sự cảm nhận chủ quan về nó, thì tác phẩm tự sự lại tái hiện đời sống trong toàn bộ tính khách quan của nó. Tác phẩm tự sự phản ánh hiện thực qua bức tranh mở rộng của đời sống trong không gian, thời gian, qua các sự kiện, biến cố xảy ra trong cuộc đời con người.
Trong tác phẩm tự sự nhà văn cũng thể hiện tư tưởng và tình cảm của mình. Nhưng ở đây, tư tưởng và tình cảm của nhà văn thâm nhập sâu sắc vào sự kiện và hành động bên ngoài của con người tới mức giữa chúng dường như không có sự phân biệt nào cả. Nhà văn kể lại, tả lại những gì xảy ra bên ngoài mình, khiến cho người đọc có cảm giác rằng hiện thực được phản ánh trong tác phẩm tự sự là một thế giới tạo hình xác định đang tự phát triển, tồn tại bên ngoài nhà văn, không phụ thuộc vào tình cảm, ý muốn của nhà văn.
Phương thức phản ánh hiện thực qua các sự kiện, biến cố và hành vi con người làm cho tác phẩm tự sự trở thành một câu chuyện về ai đó hay về một cái gì đó. Cho nên tác phẩm tự sự bao giờ cũng có cốt truyện. Gắn liền với cốt truyện là một hệ thống nhân vật được khắc họa đầy đủ, nhiều mặt hơn hẳn nhân vật trữ tình và kịch.
Trong tác phẩm tự sự, cốt truyện được khắc họa nhờ một hệ thống chi tiết nghệ thuật phong phú, đa dạng, bao gồm chi tiết sự kiện, xung đột, chi tiết nội tâm, ngoại hình của nhân vật, chi tiết tính cách, chi tiết nội thất, ngoại cảnh, phong tục, đời sống, văn hóa, lịch sử; lại còn có cả những chi tiết liên tưởng, tưởng tượng, hoang đường mà không nghệ thuật nào tái hiện được.
Tự sự có thể được tổ chức trong một số chuyên đề và/hoặc thể loại loại hình và/hoặc phong cách: phi hư cấu (ví dụ: Tân Journalism, sáng tạo phi hư cấu, tiểu sử và chép sử); hư cấu hóa các tường thuật về sự kiện lịch sử (ví dụ: giai thoại, thần thoại và truyền thuyết); và trong hư cấu (ví dụ: văn học bằng văn xuôi, chẳng hạn như truyện ngắn và tiểu thuyết, và thỉnh thoảng trong thơ và kịch, mặc dù trong kịch các sự kiện chủ yếu được diễn thay vì kể). Tự sự được tìm thấy trong tất cả hình thức sáng tạo của con người và nghệ thuật, chẳng hạn như bài nói, bài viết, bài hát, phim, truyền hình, trò chơi, nhiếp ảnh, sân khấu, trò chơi nhập vai và nghệ thuật thị giác.
Tự sự cũng có thể được tìm thấy trong quá trình kể chuyện truyền miệng, như ở nhiều cộng đồng thổ dân châu Mỹ. Tự sự trong các câu chuyện kể này được sử dụng để hướng dẫn con cái về hành vi thích hợp, lịch sử văn hóa, hình thành một bản sắc cộng đồng, và các giá trị. Tự sự cũng hoạt động như những thực thể sống qua những câu chuyện văn hóa, khi chúng được truyền từ thế hệ này sang thế hệ khác. Bởi vì tự sự thường kết thúc mà không có ý nghĩa rõ ràng, trẻ em như tham gia vào trong quá trình kể chuyện bởi như vậy sẽ càng đi sâu hơn vào câu chuyện mở và giúp chúng tự tìm câu trả lời cho riêng mình.
Tự sự có thể được sử dụng như một từ đồng nghĩa của "tường thuật". Nó cũng có thể được sử dụng để dẫn dắt chuỗi các sự kiện được mô tả trong một câu chuyện. Tự sự cũng có thể được lồng vào trong những tự sự khác, chẳn hạn như một câu chuyện được kể bởi những người kể chuyện không đáng tin cậy thường được tìm thấy trong các thể loại hư cấu noir. Một phần quan trọng của tự sự là chế độ tường thuật, tập hợp các phương pháp được sử dụng để giao tiếp tự sự thông qua một quá trình tường thuật.